# Leptotyphlops peruvianus
Leptotyphlops peruvianus är en kräldjursart som beskrevs av  Orejas-miranda 1969. Leptotyphlops peruvianus ingår i släktet Leptotyphlops och familjen Leptotyphlopidae. Inga underarter finns listade i Catalogue of Life.